# Картезианские мученики
Картезианские мученики — монахи лондонской картезии, монастыря Картезианского ордена в центре Лондона, которых казнили в период с 19 июня 1535 до 20 сентября 1537. Способом казни было повешение, потрошение вживую и четвертование. В их число также включены два монаха из Картезий Боваль и Аксхолм. Всего их было 18 человек, и все формально признаны Католической Церковью как святые мученики.
С самого начала «Великого дела короля» (англ. King's Great Matter — эвфемизм, которым обозначали развод короля Генриха Восьмого с Екатериной Арагонской, свадьбу с Анной Болейн и разрыв отношений со Святым Престолом) правительство желало обеспечить публичное согласие монахов-картезианцев, так как они пользовались большим авторитетом из-за простоты, суровости и искренности их способа жизни. Когда эта попытка провалилась, единственной альтернативой было уничтожить сопротивление, так как их отказ делал престиж монахов противовесом воли короля. Это приняло форму длинной борьбы на измор.

## Первая группа

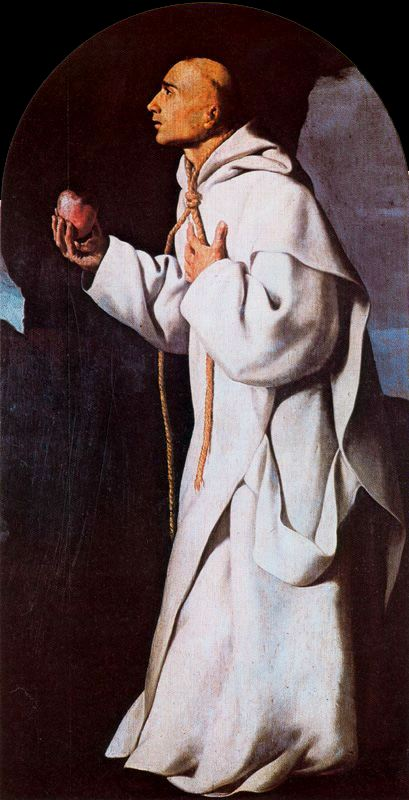
Св. Джон Хоутон, O.Cart.

4 мaя 1535 года власти приговорили к смерти троих лидеров английских картезианцев: дома Джона Хоутона, приора Лондонского монастыря, Роберта Лоуренса и Августина Уэбстера, приоров монастырей Боваль и Аксхольм, вместе с монахом ордена святой Бригитты Ричардом Рейнольдсом из аббатства Сион и белым священником Джоном Хайли.

## Вторая группа
Чуть меньше, чем через месяц, настала очередь троих монахов Лондонской картезии: домов Хемфри Миддлмора, Уильяма Эксмью и Себастиана Ньюдигейта, которых приговорили к смерти 19 июня. Ньюдигейт был личным другом Генриха Восьмого, который дважды посетил его в тюрьме, чтоб уговорить сдаться, но напрасно.

## Третья группа
Следующим шагом было схватить еще четырех монахов братства. Двоих - из картезии Боваль в Ноттингемшире, и еще двоих, Джона Рочестера и дома Джеймса Уолворса - из монастыря св. Михаила в Хулле, Йоркшир. Из них сделали «пример для устрашения» 11 мая 1537, когда признали виновными по сфабрикованным обвинениям в предательстве и повесили умирать на зубцах стены Йорка.

## Четвертая группа
Правительство продолжало запугивания до 18 мая 1537, когда 20 отшельникам и 18 братьям, остававшихся в Лондонской картезии, предложили принять Клятву супрематии. Отшельники домы Томас Джонсон, Ричард Бир, Томас Грин (священники) и дьякон Джон Дэви отказались. Так же поступили братья Роберт Солт, Уильям Гринвуд, Томас Редьинг, Томас Скривен, Уолтер Пирсон и Вильям Хорн. Что касается остальных, картезию отняли, а её обитателей изгнали.
Тех, кто отказался дать клятву, 29 мая отправили в тюрьму Ньюгейт и поступили как и с их братьями-картезианцами в июне 1535. Их сковали цепями в положении стоя, а руки привязали к столбам за спиной, и так и оставили умирать от истощения.
Маргарет Клемент (урожденная Гиггс), которую воспитал Томас Мор, подкупила тюремщика, чтоб получить доступ к пленникам, и, замаскированная под доярку, носила бочонок от молока, наполненный мясом, чтоб кормить их. Кроме того, она как могла убирала в их камере. Однако, король Генрих заподозрил неладное и начал спрашивать, умерли ли монахи. После этого тюремщик побоялся впускать Маргарет внутрь, но недолгое время разрешал ей подниматься на крышу, где она приподнимала плитку и спускала мясо ко ртам заключенных. Этот метод был не очень эффективным, и тюремщик запретил любой контакт
Первым умер брат Уильям Гринвуд. Это случилось 6 июня, а двумя днями позже скончался дьякон дом Джон Дэви. Брат Роберт Солт умер 9 июня, брат Уолтэр Пирсон и  дом Томас Грин - десятого, братья Томас Скривен и Томас Рейдинг - 15 и 16 июня соответственно. Отшельник дом Ричард Бир прожил до 9 августа, а дом Томас Джонсон - до 20 сентября. Это указывает на то, что решение относительно казни монахов изменилось, и им какое-то время давали еду.

## Единственный выживший
По какой-то причине брат Уильям Хорн остался живым. Не желая отказаться от своих религиозных взглядов, он прожил до 4 августа 1540, когда его повесили, выпотрошили и четвертовали в Тайберне вместе с пятью другими католиками: двумя мирянами Робертом Бёрдом и Гилом Хероном, братом Лоренсом Куком, приором кармелитов Донкастера, бенедиктинцем Томасом Эпсоном и белым священником Уильямом Бёрдом, ректором Фиттлетона и викарием Брэдфорда.